# Ильичёво (Красноярский край)
Ильичёво — посёлок в Шушенском районе Красноярского края России. Административный центр Ильичевского сельсовета.

## География
По территории поселка протекает река Решетникова, направление течения с юга на север, является правым притоком реки Шушь. В реку Решетникова  с правого берега впадает река Алтан, река берет начало из Алтанского болота.

## Климат
Климат резко континентальный с холодной продолжительной зимой и коротким жарким летом. Самый теплый месяц — июль со средней температурой +20°С, абсолютный максимум до +39°С. Продолжительность безморозного периода 115 дней, вегетационного- 150 дней. Зимой самый холодный месяц — январь со средней температурой до −20°С. Среднегодовое количество осадков 500 мм. Снежный покров устанавливается в конце первой — начале второй декады ноября, держится около 5 месяцев. Высота снежного покрова до 150 см. Относительная влажность воздуха колеблется от 42 до 57 %.

## История
В 1976 году указом Президиума Верховного Совета РСФСР посёлок центральной усадьбы совхоза имени Ленина был переименован в Ильичёво.

## Население
| 2010 |
| ---- |
| 2151 |

## Инфраструктура
Было развито коллективное сельское хозяйство; действовал совхоза имени Ленина.

## Транспорт
Автодорогой 04К-991 посёлок связан с райцентром Шушенское.